# Дочо Байрамов
Дочо Динев Байрамов е български художник и скулптор.
Роден е на 16 март 1906 г. в с. Загорци, Новозагорско.
През 1931 г., завършва живопис в Художествената академия в гр. София при професор Никола Маринов. След завършване на академията специализира в Париж, Рим и Виена. През същата година участва в създаването на дружеството „Новите Художници“, чиято цел е да приближи изобразителното изкуството до обикновените хора чрез подвижни изложби. Посланието е да се отразяват реалните проблеми на обикновените хора, като отражение на действителността чрез широко застъпване на реализма в изкуството. Едновременно с това, изкуството трябва да е подчинено на най-модерните тенденции в живописта, графиката и скулптурата, подобно на руското общество на „Передвижниците“.
От 1933 г., живее и работи в гр. Севлиево. Творчеството му обхваща портрета, фигуралната композиция, пейзажа, натюрморта и скулптурата. Участва с рисунки в периодичния печат, заемайки граждански позиции. Известен е цикълът му: „Борба за мир – против войната“ 1930 – 1967).
През 1935 г., създава произведението си „Портрет“, последвано от „Глава на майка ми“ (1936 г.). През 1941 г., е открита монументалната му творба „Лъвовете на стария мост в Севлиево“, представляващи четири гордо възправени лъва от четирите страни на моста. През 1948 г., реализира творбата си „Въстаници“.
В областта на портрета по известните му работи са: „Портрет на Георги Димитров“ (1954 г.), който е дарен на Вилхелм Пик – първият президент на ГДР.
Портрети на академици: Асен Киселинчев (1957 г.), Александър Теодоров-Балан (1960 г.). Портрет на Димитър Благоев – Дядото.
Награден е с „Орден на труда“ – сребърен (1949 г.) и орден „Кирил и Методий“ – I-ва степен (1962 г.).
Дългогодишен общественик и преподавател по изобразително изкуство. Директор на средно училище „Иван Вазов“ в гр. Стара Загора през 1944/1951 г. Директор на Софийската художествена гимназия.
Почива на 10 ноември 1969 г. в гр. София.